# David Zec
David Zec (ur. 5 stycznia 2000 w Kranju) – słoweński piłkarz występujący na pozycji obrońcy. Aktualnie gracz Benfiki Lizbona B. Młodzieżowy reprezentant Słowenii.

## Kariera klubowa
Karierę rozpoczął w Triglavie Kranj, gdzie od 2006 roku występował w zespołach młodzieżowych. 6 maja 2017 zadebiutował w seniorskich rozgrywkach w meczu przeciwko NK Krka, gdzie zagrał pełne spotkanie, zdobywając przy okazji bramkę w 90. minucie meczu. 1 lipca 2018 podpisał kontrakt z drugim zespołem Benfiki Lizbona. Sezon 2020/21 spędził na wypożyczeniu w drużynie Ruchu Lwów. 17 lipca 2021 przeszedł na zasadzie wolnego transferu do zespołu NK Celje.